# عبد الرؤوف حسين
عبد الرؤوف حسين، لاعب كرة قدم قطري , من مواليد 5 يناير 1995.
لعب سابقاً مع أندية الغرافة و لخويا و السيلية و معيذر و لوسيل.

## روابط خارجية
- عبد الرؤوف حسين على موقع Soccerway.com (الإنجليزية)